# Narančastocrvena zdjeličarka
Narančastocrvena zdjeličarka (Peziza aurantia), u narodu zvana Babino uho, jestiva je gljiva koja raste po šumama, na rubovima jaraka, nasipima. 

## Opis
Raste od proljeća do jeseni. Kada niknu imaju kuglasti oblik, a kada sazrijeva dobiva zdjeličasti oblik. Promjer klobuka je između 1 i 10 cm. Meso je narančaste do jarkocrvene boje, izvana je bijele boje.

## Ostali projekti
|  | Zajednički poslužitelj ima stranicu o temi Peziza aurantia |
|  | Wikivrste imaju podatke o taksonu Peziza aurantia          |